# Ajmer (Division)
Ajmer ist eine Division im indischen Bundesstaat Rajasthan.

## Distrikte
Die Division Ajmer umfasst vier Distrikte:
| Distrikt | Hauptstadt | Fläche in km² | Einwohner (Stand: 2001) | Bev.-Dichte in E/km² |
| -------- | ---------- | ------------- | ----------------------- | -------------------- |
| Ajmer    | Ajmer      | 8.481         | 2.180.526               | 257                  |
| Bhilwara | Bhilwara   | 10.455        | 2.009.516               | 192                  |
| Nagaur   | Nagaur     | 17.718        | 2.775.058               | 157                  |
| Tonk     | Tonk       | 7.194         | 1.211.343               | 168                  |
| gesamt   |            | 43.848        | 8.176.443               | 186                  |